# Yao Ming
Yao Ming (chiń. 姚明, pinyin Yáo Míng; ur. 12 września 1980 w Szanghaju) – chiński koszykarz grający na pozycji środkowego, trzykrotny olimpijczyk, trzykrotny mistrz Azji. Jeden z najwyższych koszykarzy w historii NBA.
W wieku 17 lat rozpoczął występy w drużynie Shanghai Sharks – klubie chińskiej ligi CBA, z którym w 2002 wygrał mistrzowski tytuł. Drugi, po Wang Zhizhi, Chińczyk w NBA. Po zakończeniu owych rozgrywek został wybrany z pierwszym numerem draftu NBA 2002 przez Houston Rockets. W klubie tym grał do zakończenia kariery w 2011. W sezonie 2002/2003 zajął drugie miejsce w głosowaniu na debiutanta roku NBA.
W trakcie trwania kariery pięć razy był wybierany do najlepszych składów sezonu (w 2007 i 2009 – do drugiego, a w 2004, 2006 i 2009 – do trzeciego), a także ośmiokrotnie był wybierany uczestnikiem meczu gwiazd NBA. W 2016 został nominowany do Koszykarskiej Galerii Sławy. W tym samym roku do Galerii Sław włączony został także Shaquille O'Nealle. W 2002 roku Yao Ming wchodząc do NBA, uznawany był za główną konkurencję O'Nealle'a.
Jego twarz jest również znana jako mem internetowy pod nazwą Bitch Please.

## Osiągnięcia
Na podstawie, o ile nie zaznaczono inaczej.

### Chiny
- Mistrz CBA (2002)
- 2-krotny wicemistrz Chin (2000, 2001)
- MVP:
  - CBA (2001)
  - finałów CBA (2002)
- Lider CBA w:
  - zbiórkach (2000, 2001)
  - blokach (1999–2002)

### NBA
- 8-krotnie wybierany do udziału w meczu gwiazd NBA (2003–2007[a], 2008, 2009, 2011[b])[10]
- Wybrany do składów:
  - I składu debiutantów NBA (2003)[11]
  - II składu NBA (2007, 2009)[12]
  - III składu NBA (2004, 2006, 2008)[12]

### Reprezentacja
Drużynowe
- 3-krotny mistrz Azji (2001, 2003, 2005)
- Wicemistrz igrzysk azjatyckich (2002)
- Uczestnik:
  - igrzysk olimpijskich (2000 – 10. miejsce, 2004 – 8. miejsce, 2008 – 8. miejsce)
  - mistrzostw świata (2002 – 12. miejsce, 2006 – 9. miejsce)
  - turnieju FIBA Diamond Ball (2000 – 5. miejsce, 2004 – 4. miejsce, 2008 – 3. miejsce)
  - mistrzostw świata U–22 (1997 – 12. miejsce)

Indywidualne
- MVP:
  - mistrzostw Azji (2001, 2003, 2005)
  - turnieju FIBA Diamond Ball (2004)[13]
- Lider:
  - strzelców:
    - mistrzostw świata (2006)
    - turnieju FIBA Diamond Ball (2004)[14]

  - w blokach
    - mistrzostw świata (2002)
    - igrzysk olimpijskich (2000)[15]

  - igrzysk olimpijskich w zbiórkach (2004)[16]
  - mistrzostw świata w skuteczności rzutów z gry (2002 – 75,3%)[17]
- Zaliczany do składów najlepszych zawodników mistrzostw: 
  - Azji (2001, 2003, 2005)
  - mistrzostw świata (2002)

### Inne
- Wybrany do Koszykarskiej Galerii Sławy im. Jamesa Naismitha (Naismith Memorial Basketball Hall Of Fame – 2016)[18]
- Laureat nagród:
  - Debiutanta Roku według Sporting News (2003)
  - Najlepszego nowo przybyłego zawodnika roku według Laureusa (2003)